# Подлинная история банды Келли (фильм, 2019)
«Подлинная история банды Келли» (англ. True History of the Kelly Gang) — биографический вестерн от режиссёра Джастина Курзеля, основанный на романе Питера Кэри, принесшем автору вторую Букеровскую премию. В центре сюжета — легендарный грабитель и народный герой Австралии Нед Келли. Его роль исполнил Джордж Маккей. Также в фильме сыграли Рассел Кроу, Чарли Ханнэм, Николас Холт и другие.
Премьера состоялась 11 сентября на Международном кинофестивале в Торонто. В российский прокат фильм вышел 27 февраля.

## Синопсис
Жизнь знаменитого бандита Неда Келли, от одного упоминания имени которого дрожала вся полиция. О его дерзких ограблениях банков слагали легенды, а за его голову была назначена огромная награда. Один из самых противоречивых персонажей мировой криминальной истории, которого многие считали благородным разбойником и реальным Робином Гудом.

## В ролях
- Джордж Маккей — Нед Келли
- Рассел Кроу — Гарри Пауэр
- Николас Холт — констебль Фицпатрик
- Эсси Дэвис — Эллен Келли
- Шон Кинэн — Джо Бирн
- Джейкоб Коллинс-Леви — Томас Курноу
- Томасин Маккензи — Мэри
- Чарли Ханнэм — сержант О’Нилл
- Клаудия Карван — Миссис Шелтон
- Марлон Уильямс — Джордж Кинг
- Эрл Кейв — Дэн Келли
- Луи Хэвисон — Стив Харт

## Производство
Режиссёр Джастин Курзель упомянул о разработке фильма в декабре 2016 года, во время пресс-тура по фильму «Кредо убийцы».
В ноябре 2017 года было официально объявлено о проекте: роль Неда Келли была отдана Джорджу Маккею, а Рассел Кроу, Николас Холт и Эсси Дэвис должны были исполнить в картине роли второго плана. Анонсировали, что съёмки начнутся в марте 2018 года в Виктории, Австралия. Но в апреле их перенесли на июль. Итого, производство началось 22 июля. В сентябре стало известно, что в фильме сыграет Чарли Ханнэм.

## Релиз
Премьера фильма состоялась 11 сентября 2019 года на Международном кинофестивале в Торонто. Он будет выпущен компанией Transmission Films в австралийском прокате в 2020 году. Права на выпуск фильма в онлайн-кинотеатрах Австралии были куплены компанией Stan. Права на прокат в Северной Америке были куплены компанией IFC Films. В российских кинотеатрах можно будет посмотреть картину с 27 февраля.

### Критика
На сайте Rotten Tomatoes у фильма 84 % свежести, основанные на 19 рецензиях. На портале Metacritic рейтинг картины 84 из 100 после 8 опубликованных рецензий.